# Copa México 1996/97
Die Copa México 1996/97 war die 41. Austragung des Fußball-Pokalwettbewerbs seit Einführung des Profifußballs in Mexiko. Es nahmen insgesamt 33 Mannschaften teil. Diese setzten sich zusammen aus den 18 Mannschaften, die in der Saison 1996/97 in der höchsten Spielklasse vertreten waren, sowie 15 Mannschaften aus der zweitklassigen Primera División 'A'. Eine von diesen Zweitligisten war die zum Ende der vorherigen Saison 1995/96 ausgestiegene Mannschaft der Gallos Blancos de Hermosillo. Pokalsieger wurde zum zweiten Mal die Mannschaft des CD Cruz Azul.

## Modus
Die Vorrunde wurde in Gruppenbegegnungen ausgetragen. Es gab vier Gruppen, von denen eine aus neun und die anderen drei aus jeweils acht Mannschaften bestanden. Bei der Einteilung der Gruppen wurden regionale Aspekte der Vereine berücksichtigt. Die Mannschaften innerhalb derselben Gruppe trafen nur jeweils einmal aufeinander, wobei die unterklassige Mannschaft grundsätzlich Heimrecht hatte. Lediglich beim Spiel der Gruppe 2 zwischen den Gallos Blancos de Hermosillo und den UAG Tecos wurde das Heimrecht letztendlich getauscht. Auch in jedem Gruppenspiel musste es einen Gewinner geben, der im Falle eines Remis nach der regulären Spielzeit im Elfmeterschießen ermittelt wurde. Die vier Gruppensieger qualifizierten sich für das Halbfinale, das ebenso wie das Finale im K.O.-Verfahren in jeweils nur einer Begegnung entschieden wurde.

## Vorrunde
Die Begegnungen der Vorrunde wurden zwischen dem 28. Juni und dem 28. Juli 1996 ausgetragen. Das in den Tabellen angegebene Torverhältnis berücksichtigt nicht das zur Ermittlung eines Siegers herangezogene Elfmeterschießen.

### Gruppe 1

#### Kreuztabelle
| Gruppe 1          | NEZ | RSL | IRA | CFP | ATE | MOR           | CAH           | TOL           | ATC           |
| ----------------- | --- | --- | --- | --- | --- | ------------- | ------------- | ------------- | ------------- |
| Toros Neza        |     |     |     | 2:1 | 1:2 | 4:0           |               | 2:1           | 2:0           |
| Real San Luis     | 1:2 |     | 1:0 | 2:0 | 1:0 | 0:2           | 3:3 1:4 i. E. | 3:2           | 3:2           |
| CD Irapuato       | 3:2 |     |     | 0:1 | 3:2 | 1:1 1:3 i. E. | 2:0           | 2:0           | 0:0 3:5 i. E. |
| CF Pachuca        |     |     |     |     |     | 0:2           |               | 2:2 3:5 i. E. | 3:1           |
| CF Atlante        |     |     |     | 1:3 |     |               |               |               | 1:0           |
| Atlético Morelia  |     |     |     |     | 1:2 |               |               |               | 1:3           |
| Cruz Azul Hidalgo | 0:2 |     |     | 0:3 | 3:1 | 2:1           |               | 0:0 4:5 i. E. | 1:1 4:3 i. E. |
| Deportivo Toluca  |     |     |     |     | 0:2 | 0-21          |               |               | 4:0           |
| Atlético Celaya   |     |     |     |     |     |               |               |               |               |

1 Toluca gewann das Spiel gegen Morelia mit 2:1, doch wegen des Einsatzes eines gesperrten Spielers (Antonio Taboada) wurde das Spiel am grünen Tisch mit 0:2 gewertet.

#### Tabelle
| Pl. | Verein            | Sp. | S | U | N | Tore    | Diff. | Punkte |
| --- | ----------------- | --- | - | - | - | ------- | ----- | ------ |
| 1.  | Toros Neza        | 8   | 6 | 0 | 2 | 017:800 | +9    | 18     |
| 2.  | Real San Luis     | 8   | 5 | 0 | 3 | 014:110 | +3    | 15     |
| 3.  | CD Irapuato       | 8   | 4 | 0 | 4 | 011:700 | +4    | 12     |
| 4.  | CF Pachuca        | 8   | 4 | 0 | 4 | 013:100 | +3    | 12     |
| 5.  | CF Atlante        | 8   | 4 | 0 | 4 | 011:120 | −1    | 12     |
| 6.  | Atlético Morelia  | 8   | 4 | 0 | 4 | 010:120 | −2    | 12     |
| 7.  | Cruz Azul Hidalgo | 8   | 4 | 0 | 4 | 009:130 | −4    | 12     |
| 8.  | Deportivo Toluca  | 8   | 3 | 0 | 5 | 009:130 | −4    | 09     |
| 9.  | Atlético Celaya   | 8   | 2 | 0 | 6 | 007:150 | −8    | 06     |

### Gruppe 2

#### Kreuztabelle
| Gruppe 2                     | GDL | LEO           | ATS | PIED | UAG           | TIJ | ASF           | HER           |
| ---------------------------- | --- | ------------- | --- | ---- | ------------- | --- | ------------- | ------------- |
| CD Guadalajara               |     |               | 4:1 |      | 5:1           |     |               |               |
| Club León                    | 3:1 |               |     |      | 4:2           |     |               |               |
| CF Atlas                     |     | 2:0           |     |      | 2:3           |     |               |               |
| CF La Piedad                 | 0:4 | 2:2 3:2 i. E. | 3:1 |      | 2:2 3:4 i. E. | 1:0 | 1:1 4:3 i. E. | 1:1 2:3 i. E. |
| UAG Tecos                    |     |               |     |      |               |     |               | 2:1           |
| Inter de Tijuana             | 0:2 | 1:0           | 0:2 |      | 1:2           |     |               | 3:2           |
| Atlético San Francisco       | 0:2 | 2:3           | 0:3 |      | 2:1           | 1:2 |               | 2:0           |
| Gallos Blancos de Hermosillo | 1:7 | 0-11          | 2:3 |      |               |     |               |               |

1 Das Spiel wurde 0:1 gewertet. Nähere Umstände hierzu sind nicht bekannt.

#### Tabelle
| Pl. | Verein                       | Sp. | S | U | N | Tore    | Diff. | Punkte |
| --- | ---------------------------- | --- | - | - | - | ------- | ----- | ------ |
| 1.  | CD Guadalajara               | 7   | 6 | 0 | 1 | 025:600 | +19   | 18     |
| 2.  | Club León                    | 7   | 4 | 0 | 3 | 013:100 | +3    | 12     |
| 3.  | CF Atlas                     | 7   | 4 | 0 | 3 | 014:120 | +2    | 12     |
| 4.  | CF La Piedad                 | 7   | 4 | 0 | 3 | 010:110 | −1    | 12     |
| 5.  | UAG Tecos                    | 7   | 4 | 0 | 3 | 013:170 | −4    | 12     |
| 6.  | Inter de Tijuana             | 7   | 3 | 0 | 4 | 007:100 | −3    | 09     |
| 7.  | Atlético San Francisco       | 7   | 2 | 0 | 5 | 008:120 | −4    | 06     |
| 8.  | Gallos Blancos de Hermosillo | 7   | 1 | 0 | 6 | 007:190 | −12   | 03     |

### Gruppe 3

#### Kreuztabelle
| Gruppe 3          | TIG | AME           | T.M. | UNL           | SAL | SAN           | MTY           | UAT           |
| ----------------- | --- | ------------- | ---- | ------------- | --- | ------------- | ------------- | ------------- |
| UANL Tigres       |     | 2:1           |      |               |     | 0:0 4:3 i. E. | 2:2 5:4 i. E. |               |
| Club América      |     |               |      |               |     | 3:2           |               |               |
| Tampico-Madero FC | 4:1 | 3:5           |      | 0:1           | 2:1 | 2:2 7:6 i. E. | 4:2           | 1:1 7:6 i. E. |
| UNL Tigrillos     | 1:4 | 1:1 3:2 i. E. |      |               |     | 0:2           | 2:0           |               |
| Saltillo Soccer   | 0:1 | 1:2           |      | 1:0           |     | 1:0           | 2:1           |               |
| Santos Laguna     |     |               |      |               |     |               |               |               |
| CF Monterrey      |     | 2:2 0:2 i. E. |      |               |     | 2:2 5:4 i. E. |               |               |
| UAT Correcaminos  | 0:1 | 1:2           |      | 2:2 1:4 i. E. | 2:1 | 1:1 1:3 i. E. | 2:3           |               |

#### Tabelle
| Pl. | Verein            | Sp. | S | U | N | Tore    | Diff. | Punkte |
| --- | ----------------- | --- | - | - | - | ------- | ----- | ------ |
| 1.  | UANL Tigres       | 7   | 6 | 0 | 1 | 011:800 | +3    | 18     |
| 2.  | Club América      | 7   | 5 | 0 | 2 | 016:120 | +4    | 15     |
| 3.  | Tampico-Madero FC | 7   | 5 | 0 | 2 | 016:130 | +3    | 15     |
| 4.  | UNL Tigrillos     | 7   | 4 | 0 | 3 | 007:100 | −3    | 12     |
| 5.  | Saltillo Soccer   | 7   | 3 | 0 | 4 | 007:800 | −1    | 09     |
| 6.  | Santos Laguna     | 7   | 2 | 0 | 5 | 009:900 | ±0    | 06     |
| 7.  | CF Monterrey      | 7   | 2 | 0 | 5 | 012:160 | −4    | 06     |
| 8.  | UAT Correcaminos  | 7   | 1 | 0 | 6 | 009:110 | −2    | 03     |

### Gruppe 4

#### Kreuztabelle
| Gruppe 4              | CAZ           | UNM           | NEC | PUE           | ZAC | VER           | MAR           | ACA |
| --------------------- | ------------- | ------------- | --- | ------------- | --- | ------------- | ------------- | --- |
| CD Cruz Azul          |               |               |     |               |     |               |               |     |
| UNAM Pumas            | 0:0 2:4 i. E. |               |     |               |     |               |               |     |
| Club Necaxa           | 3:2           | 1:3           |     | 2:2 5:4 i. E. |     | 1:0           |               |     |
| Puebla FC             | 0:2           | 0:0 2:3 i. E. |     |               |     | 0:0 5:4 i. E. |               |     |
| CD Zacatepec          | 1:4           | 4:3           | 1:2 | 1:2           |     | 0:2           | 1:1 4:2 i. E. | 7:0 |
| CD Veracruz           | 2:4           | 1:1 2:4 i. E. |     |               |     |               |               |     |
| Club Marte            | 1:5           | 2:3           | 2:0 | 1:4           |     | 1:2           |               |     |
| Guerreros de Acapulco | 1:3           | 0:2           | 1:4 | 0:1           |     | 1:0           | 0:1           |     |

#### Tabelle
| Pl. | Verein                | Sp. | S | U | N | Tore    | Diff. | Punkte |
| --- | --------------------- | --- | - | - | - | ------- | ----- | ------ |
| 1.  | CD Cruz Azul          | 7   | 6 | 0 | 1 | 020:800 | +12   | 18     |
| 2.  | UNAM Pumas            | 7   | 5 | 0 | 2 | 012:800 | +4    | 15     |
| 3.  | Club Necaxa           | 7   | 5 | 0 | 2 | 013:110 | +2    | 15     |
| 4.  | Puebla FC             | 7   | 4 | 0 | 3 | 009:600 | +3    | 12     |
| 5.  | CD Zacatepec          | 7   | 3 | 0 | 4 | 015:140 | +1    | 09     |
| 6.  | CD Veracruz           | 7   | 2 | 0 | 5 | 007:800 | −1    | 06     |
| 7.  | Club Marte            | 7   | 2 | 0 | 5 | 009:150 | −6    | 06     |
| 8.  | Guerreros de Acapulco | 7   | 1 | 0 | 6 | 003:180 | −15   | 03     |

## Halbfinale
Die Halbfinals wurden am 31. Juli 1996 ausgetragen.
|                | Ergebnis        |              |
| -------------- | --------------- | ------------ |
| CD Guadalajara | 0:2             | Toros Neza   |
| UANL Tigres    | 1:1 (3:4 i. E.) | CD Cruz Azul |

## Finale
Das Finale wurde am 3. August 1996 im Estadio 10 de diciembre der Ciudad Cooperativa Cruz Azul ausgetragen. Die Tore zum 2:0-Erfolg der Cementeros erzielten Carlos Hermosillo (15. Minute) und Luis Carlos de Oliveira (52.).
|              | Ergebnis |            |
| ------------ | -------- | ---------- |
| CD Cruz Azul | 2:0      | Toros Neza |

Mit der folgenden Mannschaft gewann der CD Cruz Azul den Pokalwettbewerb der Saison 1996/97:
Norberto Scoponi – Guadalupe Castañeda, Humberto Valdés, Juan Reynoso, César Suárez (56. Jorge Santillana) – Carlos Barra, Johan Rodríguez, Pintado – Sergio Verdirame (64. Francisco Palencia), Carlos Hermosillo, Julio César Yegros (80. Marco Garcés); Trainer: Víctor Manuel Vucetich.